# Agrotis nigrostriata
Agrotis nigrostriata är en fjärilsart som beskrevs av Edward Alfred Cockayne 1954. Agrotis nigrostriata ingår i släktet Agrotis och familjen nattflyn. Inga underarter finns listade i Catalogue of Life.